# Mezoneuron benthamianum
Espèce
Synonymes
- Mezoneuron benthamianum Baill.[2]

Mezoneuron benthamianum est une espèce de plantes à fleurs de la famille des Fabaceae et du genre Mezoneuron, présente en Afrique tropicale, du Sénégal au Gabon. Elle est utilisée comme plante médicinale.
Son épithète spécifique benthamianum rend hommage au botaniste britannique George Bentham.